# Rise Up (chanson de Freaky Fortune)
Pour les articles homonymes, voir Rise Up.
Singles représentant la Grèce au Concours Eurovision de la chanson
Alcohol Is Free
(2013)
Rise Up est une chanson du duo grec Freaky Fortune et du rappeur Riskykidd. Ce titre représente la Grèce durant le Concours Eurovision de la chanson 2014 au Danemark.

## Réception critique
La chanson reçoit des avis contrastés. Le journaliste Carl Greenwood, spécialisé dans le divertissement chez Daily Mirror, donne à la chanson une étoile sur cinq et déclare que « Rise Up est le genre de chanson qui reste coincé dans votre tête » tandis que Jess Denham du The Independent dit « Rise Up a définitivement un son pour les vacances, juste à temps pour le début de l'été »,.

## Concours Eurovision de la chanson
Le 11 mars 2014, Freaky Fortune et Riskykidd participent à la finale nationale grecque pour le Concours Eurovision de la chanson 2014. Après avoir interprété leur chanson en seconde position lors de cette finale, ils obtiennent 36,83 % des voix et gagne le droit de représenter la Grèce durant l'Eurovision 2014.
Durant le concours, ils passent en 13e position durant la seconde demi-finale qui a lieu le 8 mai 2014. À la suite de cette performance, la chanson se qualifie pour la finale qui a lieu le 10 mai. Durant la finale, la Grèce reçoit 35 points et se place à la 20e position sur 26 pays en compétition. Il s'agit, avec la chanson envoyée pour le concours 1998, du plus mauvais résultat obtenu par le pays durant une édition de l'Eurovision. 

## Liste des pistes
| 1. | Rise Up                | 3 min 04 |
| 2. | Rise Up (Jazz Version) | 3 min 20 |

## Crédits
- Chant et rap - Nicolas Raptakis et Shane Schuller
- Paroles - Nicolas Raptakis, Theofilos Pouzbouris et Shane Schuller
- Compositeurs - Nicolas Raptakis et Theofilos Pouzbouris

## Classements hebdomadaires
| Classement (2014)                     | Meilleure position |
| ------------------------------------- | ------------------ |
| Grèce (Billboard)                     | 4                  |
| Autriche (Ö3 Austria Top 40)          | 67                 |
| Irlande (IRMA)                        | 73                 |
| Belgique (Flandre Ultratip 100)       | 93                 |
| Royaume-Uni (Official Charts Company) | 110                |